# Plochingen
Plochingen is een gemeente en plaats in de Duitse deelstaat Baden-Württemberg en maakt deel uit van het Landkreis Esslingen.
Plochingen telt 14.490 inwoners.
De plaats ligt aan de Neckar. In Plochingen staat een van de weinige gebouwen van de Oostenrijkse kunstenaar en architect Friedensreich Hundertwasser.

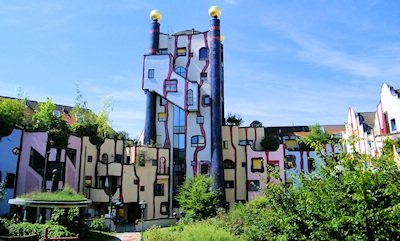
Hundertwasser gebouw

## Geboren
- Gotthilf Fischer (1928-2020), koorleider

Aichtal ·
Aichwald ·
Altbach ·
Altdorf ·
Altenriet ·
Baltmannsweiler ·
Bempflingen ·
Beuren ·
Bissingen an der Teck ·
Deizisau ·
Denkendorf ·
Dettingen unter Teck ·
Erkenbrechtsweiler ·
Esslingen am Neckar ·
Filderstadt ·
Frickenhausen ·
Großbettlingen ·
Hochdorf ·
Holzmaden ·
Kirchheim unter Teck ·
Kohlberg ·
Köngen ·
Leinfelden-Echterdingen ·
Lenningen ·
Lichtenwald ·
Neckartailfingen ·
Neckartenzlingen ·
Neidlingen ·
Neuffen ·
Neuhausen auf den Fildern ·
Notzingen ·
Nürtingen ·
Oberboihingen ·
Ohmden ·
Ostfildern ·
Owen ·
Plochingen ·
Reichenbach an der Fils ·
Schlaitdorf ·
Unterensingen ·
Weilheim an der Teck ·
Wendlingen am Neckar ·
Wernau (Neckar) ·
Wolfschlugen